# Wapen van Malta
Het huidige wapen van Malta is in gebruik sinds 1988 en toont een schild met daarop een heraldische weergave van de vlag van Malta. Boven het schild staat een muurkroon afgebeeld. Het schild wordt omringd door twee takken: een olijftak (links) en een palmtak. Beide takken symboliseren vrede en zijn van oudsher symbolen van Malta. De takken worden bijeengebonden door een wit lint waarop in zwarte hoofdletters de tekst Repubblika ta' Malta staat, de officiële naam van het land in het Maltees.
Albanië · Andorra · Azerbeidzjan · België · Bosnië en Herzegovina · Bulgarije · Denemarken · Duitsland · Estland · Finland · Frankrijk · Georgië · Griekenland · Hongarije · Ierland · IJsland · Italië · Kosovo · Kroatië · Letland · Liechtenstein · Litouwen · Luxemburg · Malta · Moldavië · Monaco · Montenegro · Nederland · Noord-Macedonië · Noorwegen · Oekraïne · Oostenrijk · Polen · Portugal · Roemenië · Rusland · San Marino · Servië · Slovenië · Slowakije · Spanje · Transnistrië · Tsjechië · Turkije · Vaticaanstad · Verenigd Koninkrijk · Wit-Rusland · Zweden · Zwitserland

Afhankelijke gebieden: Åland · Faeröer · Gibraltar · Guernsey · Jersey · Man

Betwiste gebieden: Abchazië · Adzjarië